# Henricia longispina
Henricia longispina is een zeester uit de familie Echinasteridae.
De wetenschappelijke naam van de soort werd in 1910 gepubliceerd door Walter Kenrick Fisher.